# Славееви нощи
„Славееви нощи“ е фестивал за народни песни и танци, провеждан ежегодно в Айтос.
За първи път фестивалът е проведен през 1968 г., като се организира със съдействието на големия български композитор, музикант и фолклорист Филип Кутев, роден в Айтос.
Целта на фестивала е да съхрани и популяризира българската народна музика, танци и култура. Всяка година той привлича индивидуални изпълнители, хорове и танцови ансамбли от всички краища на България.
Конкурсната програма е за групи и за индивидуални изпълнители. Всички участници се разпределят в 3 възрастови групи: под 14 години, между 14 и 18 години, над 18 г. Категориите са следните:
- изпълнение на традиционни народни песни;
- изпълнение с традиционни народни инструменти;
- изпълнение на традиционни народни танци.